# Грозный-Информ
«Грозный-Информ» — российское государственное информационное агентство, основанное в 2002 году и освещающее новости Чечни на русском языке.

## История
В 2000 году, в ходе второй чеченской войны, глава временной администрации Чечни Ахмат Кадыров учредил Министерство печати, информации и средств массовых коммуникаций Чеченской Республики (ныне Министерство Чеченской Республики по национальной политике, внешним связям, печати и информации). В 2002 году министерством было учрежднено информационное агентство «Грозный-Информ». Для него были выделены помещения в бывшем Доме печати в Грозном.
В 2015 году заместитель директор «Грозный-Информ» Мавсар Вараев опубликовал в издании статью, в которой писал, что жизнь журналистки издания «Новая газета» Елены Милашиной находится в опасности, потому что она «станет следующей сакральной жертвой» после Анны Политковской. Правозащитные организации Amnesty International и Комитет защиты журналистов, а также сама «Новая газета» рассматривают это как угрозу убийством.
В 2018 году во время скандала вокруг сексуальных домогательств к журналисткам со стороны депутата Леонида Слуцкого и последовавшего бойкота Государственной думы со стороны некоторых СМИ издание «Грозный-Информ» заявило о том, что не будет приоставливать сотрудничество с ней и «всячески намерено расширять и углублять это взаимодействие».

## Описание
«Грозный-Информ» является самым тиражным среди СМИ Чечни.
Издание определяет свои задачи следующим образом:

Широкое освещение всех аспектов общественно-политической жизни Чеченской Республики, своевременное и полное информирование населения, способствование экономическому, социальному, культурному прогрессу Чеченской Республики, укреплению в ней мира и согласия.

Кандидат исторических наук М. Л. Юсупова пишет, что издание «пользуется доверием у населения, а его информационный бюллетень „События, факты, мнения“ стал основным поставщиком оперативной информации печатным СМИ Чеченской Республики».
Издание «Новая газета» пишет, что информационную повестку издания формировал Альви Каримов, пресс-секретарь главы Чечни Рамзана Кадырова.

## Директора
- 2002—2011: Асламбек Люмаевич Баталов[1]
- 2011—2019: Али Халидович Темирханов[9]
- 2019—н. в.: Артур Андиевич Гичкаев[9]